# Service public (Frankreich)
Der französischsprachige Begriff service public (Singular) entspricht – grob – der Daseinsvorsorge in Deutschland. Wie in Deutschland kommt dem Begriff eine Bedeutungsvielfalt zu. Er lässt sich daher ungenau mit Daseinsvorsorge übersetzen. Dazu kommen nationale Besonderheiten, die den Begriffen ihr jeweils eigenes Gepräge geben. Üblicherweise werden in Frankreich unter services publics (Plural) die von großen Staatsmonopolen bereitgestellten Güter und Dienstleistungen verstanden. Definiert wird der Begriff etwa als „Funktion, soweit er die Tätigkeit des Staates in den Dienst der Allgemeinheit stellt.“
Im Vertrag zur Gründung der Europäischen Gemeinschaft wird in Anlehnung an den französischen Begriff der „services publics“ in Art. 86 Abs. 2 von „Dienstleistungen von allgemeinem wirtschaftlichen Interesse“ gesprochen. Diese werden definiert als „marktbezogene Tätigkeiten, die im Interesse der Allgemeinheit erbracht und daher von den Mitgliedstaaten mit besonderen Gemeinwohlverpflichtungen verbunden werden.“ Auch darunter werden größtenteils die Bereiche der Daseinsvorsorge, wie z. B. der Energie-, Post- oder Verkehrssektor, verstanden. Allerdings sind die Begriffe nicht inhaltlich identisch, die Dienstleistungen von allgemeinem wirtschaftlichem Interesse sind vielmehr ein unionsrechtlicher Begriff.
Im Zentrum der aktuellen europäischen Rechtsentwicklung steht die Liberalisierung der vormals vor Wettbewerb weitgehend geschützten Daseinsvorsorgebereiche. Nach der erfolgreichen Liberalisierung des Telekommunikationssektors steht etwa zurzeit jene des Postsektors (durch die Postrichtlinien) im Vordergrund.